# Torpparinmäki
Torpparinmäki (en suédois : Torparbacken) est une section du quartier de Tuomarinkylä à Helsinki en Finlande.

## Description
Torpparinmäki a une superficie de 1,47 km2, sa population s'élève à 2 590 habitants(1.1.2010) et elle offre 214 emplois (31.12.2008).

## Galerie

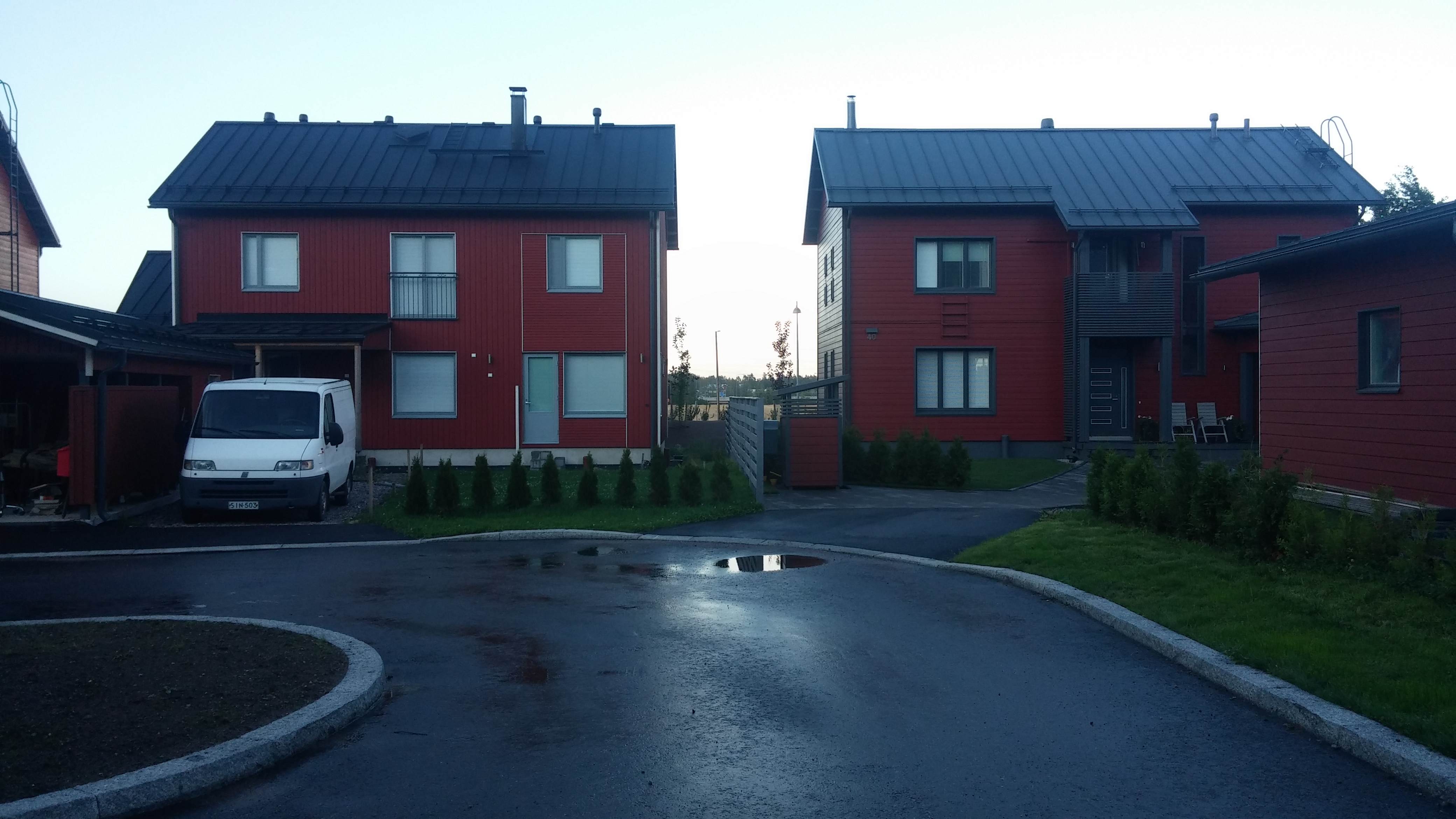
Maisons Helsinki-talo à Torpparinmäki.
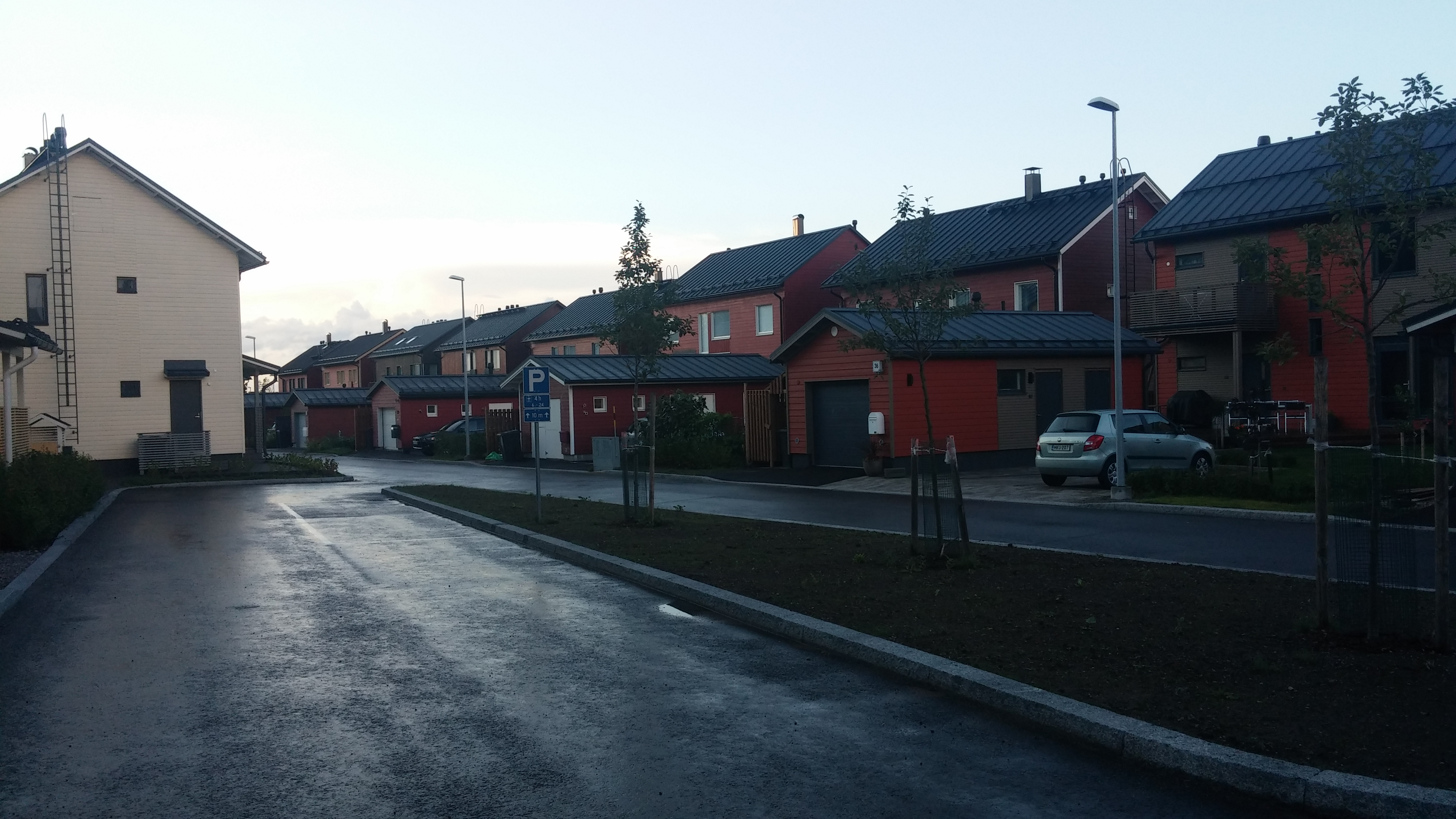
Maisons Helsinki-talo à Torpparinmäki.